# Advanced Video Codec High Definition
L'AVCHD (Advanced Video Codec High Definition) est un standard propriétaire d'enregistrement et de stockage numérique vidéo haute définition, mis au point par Sony et Panasonic en 2006. Ce standard permet de réduire la taille des fichiers HD, tout en préservant un certain niveau de qualité de l'image restituée. Plus particulièrement adapté aux caméscopes, ce standard vient en complément des standards HDV et MiniDV. Les extensions rencontrées de ces fichiers sont .mts, .m2ts et .m2t.

## Caractéristiques de l'AVCHD
- Taille de l'image : 1920x1080
- Compression : H.264 / MPEG4 AVC
- Quantification : 8 bits
- Sous-échantillonnage : 4:2:0
- Cadence enregistrement :

1. Mode progressif : 25p, 50p
2. Mode entrelacé : 50i

Arborescence sur les camescopes AVCHD de Panasonic et Canon.

- Débit enregistrement : jusqu'à 28 Mbit/s
- Stockage : DVD enregistrable de 8 cm, disque dur, carte-mémoire (SD, SDHC ou Memory Stick Pro)

Les données audio associées peuvent être sauvegardées au format AC3 5.1 ou sous forme quasi linéaire (compression minimale) de niveau Dolby 7.1. 

L'ensemble des données est multiplexé et encapsulé dans un conteneur MPEG-TS (transport stream).
Il est souvent reproché à l'AVCHD une arborescence des fichiers confuse et peu pratique d'usage, mais la méthode de compression élaborée permet en revanche, dans ses débits les plus élevés, une qualité d'image bien supérieure à un MPEG4 non AVCHD.[réf. nécessaire]
Au niveau du système de fichiers, la structure AVCHD est dérivée de la spécification du disque Blu-ray, mais n'est pas identique à celle-ci,. En particulier, il utilise la convention obsolète de dénomination des fichiers "8.3", alors que les disques Blu-ray utilisent des noms de fichiers longs (cela peut être dû au fait que les implémentations FAT qui utilisent des noms de fichiers longs sont brevetées par Microsoft et font l'objet d'une licence séparée par unité vendue). Une autre différence réside dans l'emplacement du répertoire BDMV, qui contient les fichiers multimédias. Sur un caméscope DVD, le catalogue BDMV est placé au niveau de la racine comme sur un disque Blu-ray. Sur le caméscope Canon HG10, sur le disque dur, le répertoire BDMV est situé dans le répertoire AVCHD, qui se trouve à la racine du disque dur. Les caméscopes à semi-conducteurs Panasonic et Canon placent le catalogue AVCHD à l'intérieur du catalogue PARTIEL. Selon une norme adoptée par de nombreux fabricants de caméras, les caméras vidéo à semi-conducteurs disposent d'un répertoire racine DCIM pour les images fixes,.
AVCHD est compatible avec le format Blu-ray et peut être créé sans transcodage sur des disques Blu-ray ou DVD, bien que tous les lecteurs de disques Blu-ray ne soient pas compatibles avec les vidéos AVCHD créées sur des supports DVD, un format connu sous le nom de disque AVCHD.
Bien que le format AVCHD présente de nombreux avantages par rapport à la vidéo HDV traditionnelle, il ne s'agit pas d'un format parfait. Par exemple, il n'est pas pris en charge par la plupart des appareils mobiles. Par conséquent, il n'y a aucun moyen d'accéder à la visualisation directe des vidéos AVCHD enregistrées sur un iPhone, un iPad ou dans des programmes tels que Windows Media Player et VLC media player.
Les enregistrements AVCHD peuvent être transférés sur un ordinateur en connectant le caméscope via une connexion USB. Les supports amovibles tels que les cartes mémoire SDHC et Stick ou les DVD peuvent être lus directement sur l'ordinateur. La copie de fichiers à partir d'un caméscope AVCHD ou d'un support amovible peut être plus rapide qu'à partir d'un caméscope à bande, car les vitesses de transfert ne sont pas limitées par la lecture en temps réel.

## Solutions d'édition vidéo compatibles

### Logiciels propriétaires
- Adobe Premiere Elements 7 (et ultérieur) a une prise en charge native de l'AVCHD. L'exportation en AVCHD est possible depuis Adobe Premiere Elements 10. Compatible PC et MAC.
- Adobe Premiere Pro CS6 (et ultérieur) a une prise en charge native de l'AVCHD complète et totale y compris au niveau de l'Audio.
- Avid Media Composer 5 prend en charge l'AVCHD.
- Canopus propose une suite d'édition intégrée.
- Corel VideoStudio Pro X3 le prend en charge.
- Cyberlink. L'installation du programme Cyberlink PowerDVD 7 permet de disposer d'un codec AVCHD sur un ordinateur (Windows ou Mac). La lecture devient alors possible avec Media Player ou toute autre application compatible avec les codecs DirectShow.
- DirectShow. Les codecs DirectShow sont également fournis par Sony mais doivent être enregistrés manuellement pour devenir opérationnels.
- MAGIX Vidéo Deluxe 16 (Plus et Premium) a une prise en charge totale de la HD (AVCHD jusqu'au 50p 28 Mbit/s, HDV...) d'après Magix. Un mode de calcul optimise les performances. Le film peut être gravé sur Blu-ray ou sur DVD AVCHD.
- Nero Burning ROM 7 et versions ultérieures intègrent l'activation des codecs sur le site de la marque. Il permet de monter un film AVCHD sur DVD normal soit 19 minutes en 1920×1080p.
- Pinnacle Studio de Pinnacle Systems propose une suite logicielle comparable avec transitions et effets.
- iMovie. Depuis iMovie'08, l'AVCHD est pris en charge, mais pas le 50p. iMovie est disponible dans la suite iLife d'Apple ou sur l'App Store en ligne. Le flux AVCHD doit être importé depuis la caméra, branchée sur le Mac. iMovie est compatible uniquement sur Mac.
- Final Cut Pro 7 (depuis la version 7.0.3, via la fonction "Lister et transférer" et X (depuis la version 10.0.4) prennent désormais en charge l'AVCHD jusqu'au 50p. Comme pour iMovie, le flux AVCHD doit être importé depuis la caméra, branchée sur le Mac. Final Cut Pro est compatible uniquement sur Mac.
- Sony Vegas supporte l'AVCHD depuis la version 7 pour les caméscopes Sony. L'AVCHD Lite (APN Panasonic) est pris en charge depuis Sony Vegas Pro 9.
- Final Cut Express 4.0 prenait en charge l'AVCHD. Ce logiciel n'existe plus (il a été remplacé par Final Cut Pro X).
- SmartCutter le prend en charge.

### Logiciels libres
- EKD 2.0-0 et versions ultérieures. Utilisation de FFmpeg pour la prise en charge de l’AVCHD[9]et le transcodage en MOV, VOB, MPEG2, MPEG1, MPEG4, WMV2, HFYU, MSMPEG 4 version 2, Motion JPEG et FFV1.
- Kdenlive, un logiciel d'édition vidéo pour les plateformes Linux et BSD.
- OpenShot Video Editor
- Pitivi (en s'appuyant sur GStreamer version 1.4 ou supérieure)
- Avidemux (à partir de la version 2.6)
- Lehmann video tool : permet de coller-assembler des fichiers vidéo AVCHD en un seul fichier vidéo, tout en gardant la qualité originale, sans reconversion et donc très rapidement. Il permet également de couper des parties de vidéos.

## Caméscopes et APN compatibles
Ceci est une liste des principaux appareils photo et caméscopes enregistrant en AVCHD. 

### Canon
- Canon EOS C100
- Canon XA10
- Canon XA20
- Canon XA25
- Canon HF10
- Canon HF100
- Canon HF11
- Canon HF R700
- Canon HG10
- Canon HG20
- Canon HG21
- Canon HR10
- Canon Legria HF 20
- Canon Legria HF 200
- Canon Legria HF S10
- Canon Legria HF S100
- Canon Legria HF S200
- Canon Legria HF G10
- Canon Legria HF G25

### JVC
- JVC GZ-E105BE
- JVC GZ-HD10E
- JVC GZ-HD30U
- JVC GZ-HD620
- JVC GZ-HD7 EX
- JVC GZ-HM960
- JVC GZ-HM850
- JVC GZ-HM300SE

### Panasonic

#### GammePanasonic Lumix
- Panasonic Lumix DMC TS3  DMC-FT3 en Europe
- Panasonic Lumix DMC-FZ38 (AVCHD Lite 1280 x 720)
- Panasonic Lumix DMC-FZ45 (AVCHD Lite)
- Panasonic Lumix DMC-FZ100 et suivants
- Panasonic Lumix DMC-TZ7 (AVCHD Lite)
- Panasonic Lumix DMC-TZ10 (AVCHD Lite)
- Panasonic Lumix DMC-TZ20 et suivants
- Panasonic Lumix DMC-LX5 (AVCHD Lite)
- Panasonic Lumix DMC-LX7
- Panasonic Lumix DMC-LX100
- Panasonic Lumix DMC-LF1
- Panasonic Lumix DMC-GF1 (AVCHD Lite)
- Panasonic Lumix DMC-GF2 et suivants
- Panasonic Lumix DMC-G2 (AVCHD Lite)
- Panasonic Lumix DMC-G3 et suivants
- Panasonic Lumix DMC-FZ200
- Panasonic Lumix DMC-FZ300
- Panasonic Lumix DMC-FZ330
- Panasonic Lumix DMC-FZ1000
- Panasonic Lumix DMC-FZ2000
- Panasonic Lumix DMC-TZ30
- Panasonic Lumix FT2 (720p)
- Panasonic Lumix FT3 (1080p)
- Panasonic Lumix GH5

#### Gamme decaméscopes et caméras Panasonic
- Panasonic AG-AC90EJ
- Panasonic AG-AF101AG
- Panasonic AG-AC130
- Panasonic AG-AC160
- Panasonic AG-CX350
- Panasonic AG-HMC40
- Panasonic AG-HMC41
- Panasonic AG-HMC70
- Panasonic AG-HMC80
- Panasonic AG-HMC81
- Panasonic AG-HMC150
- Panasonic AG-HMC151
- Panasonic HDC-DX1
- Panasonic HDC-HS9
- Panasonic HDC-SD1
- Panasonic HDC-SD100
- Panasonic HDC-SD5
- Panasonic HDC-SD60
- Panasonic HDC-SD9
- Panasonic HDC-SD200
- Panasonic HDC-SD600
- Panasonic HDC-SD700
- Panasonic HDC-SD900
- Panasonic HDC-TM700
- Panasonic HDC-TM900
- Panasonic HDC-HS700
- Panasonic HDC-HS900
- Panasonic HC-X900
- Panasonic HC-V700

### Sony

#### Caméscope Sony Handycam
- Sony NEX-VG10
- Sony NEX-VG20
- Sony NEX-VG30
- Sony NEX-VG900
- Sony NEX-FS100
- Sony NEX-FS700
- Sony NEX-EA50
- Sony FDR-AX100
- Sony HDR-CX260VE
- Sony HDR-PJ260VE
- Sony HDR-XR260VE
- Sony HDR-CX740VE
- Sony HDR-PJ740VE
- Sony HDR-TD20VE
- Sony HDR-CX190E
- Sony HDR-CX200E
- Sony HDR-CX210E
- Sony HDR-CX220E
- Sony HDR-PJ200E
- Sony HDR-CX570E
- Sony HDR-PJ580VE
- Sony HDR-GW55VE
- Sony HDR-PJ780VE
- Sony HDR-CX305E

#### Appareils Sony Cyber-shot
- Sony Cyber-shot DSC-RX1
- Sony Cyber-shot DSC-RX100
- Sony Cyber-shot DSC-HX7V
- Sony Cyber-shot DSC-HX9V
- Sony Cyber-shot DSC-HX100V
- Sony Cyber-shot DSC-HX200V
- Sony Cyber-shot DSC-HX20V
- Sony Cyber-shot DSC-HX300
- Sony Cyber-shot DSC-HX50
- Sony Cyber-shot DSC-HX60
- Sony Cyber-shot DSC-HX10V
- Sony Cyber-shot DSC-TX20
- Sony Cyber-shot DSC-WX100
- Sony Cyber-shot DSC-WX150
- Sony Cyber-shot DSC-WX350
- Sony Cyber-shot DSC-HX400V

#### Appareils photo compacts Sony NEX
- Sony NEX-F3
- Sony NEX-5
- Sony NEX-5n
- Sony NEX-5r
- Sony NEX-5t
- Sony NEX-6
- Sony NEX-7
- Alpha Séries

#### Reflex Sony SLT
- Sony SLT-A33
- Sony SLT-A35
- Sony SLT-A37
- Sony SLT-A55
- Sony SLT-A57
- Sony SLT-A58
- Sony SLT-A65
- Sony SLT-A77
- Sony SLT-A99